# Tiroteo en la Escuela Secundaria Brampton Centennial
El Tiroteo en la Escuela Secundaria Brampton Centennial fue un tiroteo escolar que tuvo lugar en la Escuela Secundaria Brampton Centennial de Brampton, Ontario, Canadá, el miércoles 28 de mayo de 1975, a las 11:35 a. m. La escuela cerró durante el resto de la semana siguiente al tiroteo, y volvió a abrir el lunes siguiente.

## Tiroteo
Michael Slobodian, alumno de 16 años del centro,  había estado faltando a clases, y la profesora Margaret Wright había llamado a sus padres para informarles del asunto. Su madre confronto a Slobodian por esto durante un descanso a media mañana, cuando Slobodian se había ido a casa. Slobodian escribió entonces una nota a su familia en la que decía: "Voy a eliminar a ciertas personas de este mundo. Esas personas son: La Sra. Wright, el Sr. Bronson y cualquier otro tonto que se interponga en mi camino. Luego voy a suicidarme para no ser encarcelado". Ross Bronson era un profesor de física que recientemente había vetado una de las propuestas de Slobodian en una feria de ciencias. Quería vengarse porque odiaba el sistema escolar.
Slobodian volvió a la escuela con dos rifles en una funda de guitarra. Comenzó disparando contra tres chicos en un baño, matando a su compañero John Slinger e hiriendo a los otros dos. Luego entró en el pasillo y siguió disparando, hiriendo a varios alumnos. Se dirigió a un aula de arte, donde mató a Wright e hirió a otros dos alumnos. Volvió al pasillo y se suicidó, junto al aula de arte. Además de los tres muertos (incluido él mismo), Slobodian había herido a otras 13 personas.
Entre los testigos del tiroteo se encontraban las alumnas Cathy y Nancy Davis, hijas del entonces primer ministro de Ontario, Bill Davis. Otro testigo del tiroteo fue Scott Thompson, de The Kids in the Hall, que estaba en la misma clase de inglés que Slobodian y que impartía Wright. Thompson ha declarado que Wright, de 24 años y embarazada de seis meses, había sido su profesora favorita y la primera persona que fomentó su talento como escritor.